# فيدل لاباربا
فيدل لاباربا (بالإنجليزية: Fidel LaBarba)‏ (29 سبتمبر 1905 – 3 أكتوبر 1981) هو ملاكم أمريكي راحل، مثّل بلاده في الألعاب الأولمبية الصيفية 1924.

## روابط خارجية
فيدل لاباربا على موقع بوكس ريك (الإنجليزية) (registration required)
- فيدل لاباربا على موقع أوليمبيديا (الإنجليزية)